# Euselasia lycaeus
Euselasia lycaeus är en fjärilsart som beskrevs av Otto Staudinger 1888. Euselasia lycaeus ingår i släktet Euselasia och familjen Riodinidae. Inga underarter finns listade i Catalogue of Life.